# Serghei Eisenstein
Serghei Mihailovici Eisenstein (n. 23 ianuarie 1898 — d. 11 februarie 1948) a fost un cineast rus care a revoluționat cinematografia de la începutul secolului al XX-lea prin teoria sa a montajului, pe care a concretizat-o în filme, dintre care Crucișătorul Potemkin este cel mai cunoscut.